# Durnes
Durnes est une commune française située dans le département du Doubs, la région culturelle et historique de Franche-Comté et la région administrative Bourgogne-Franche-Comté.

## Géographie
Le village, situé à 600 m d'altitude sur le plateau d'Ornans, est traversé par deux ruisseaux affluents rive droite de la Loue : le ruisseau de Cornebouche et le ruisseau de Vau dont les vallées entaillent profondément le plateau.

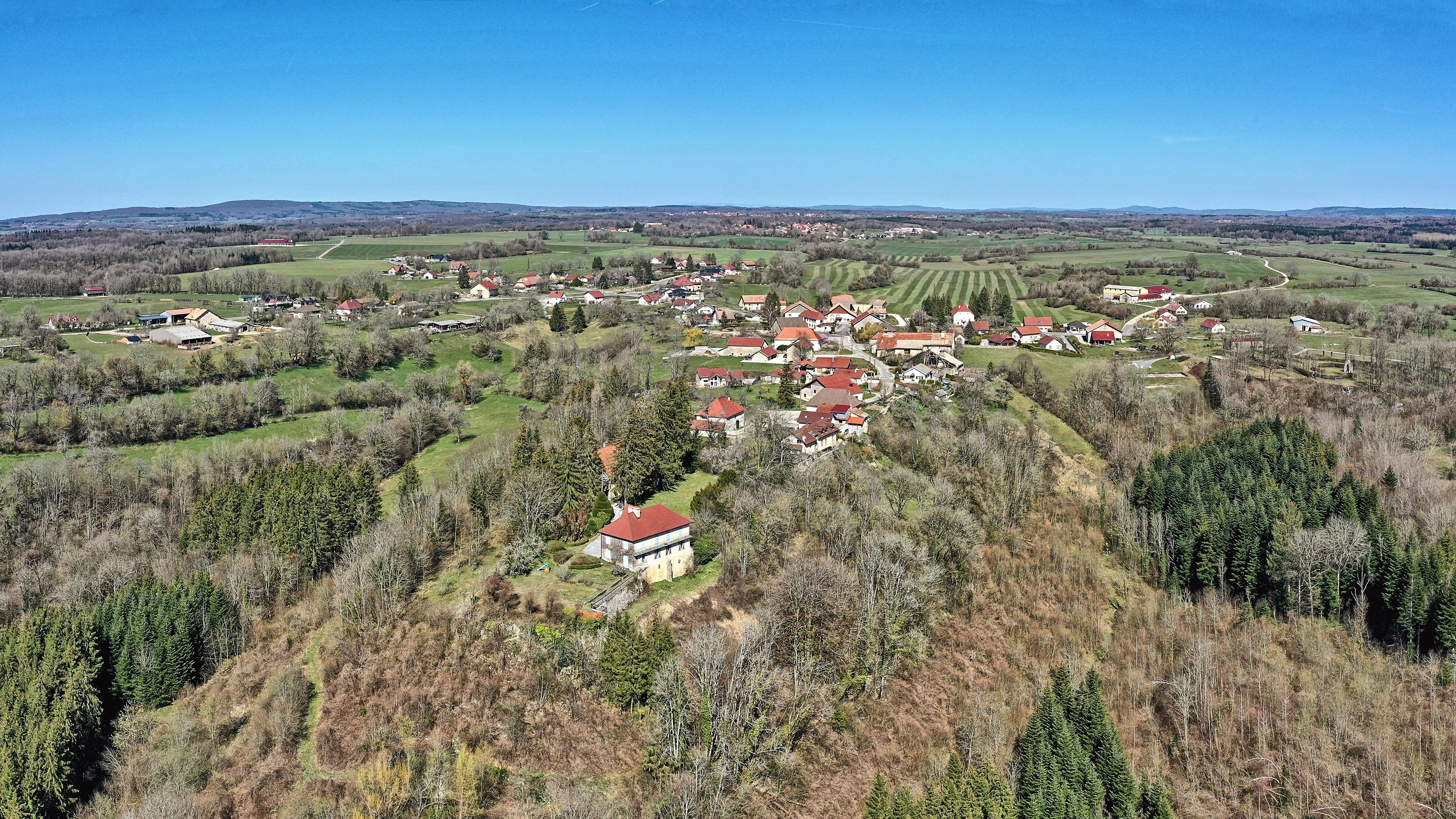
Vue générale du village.

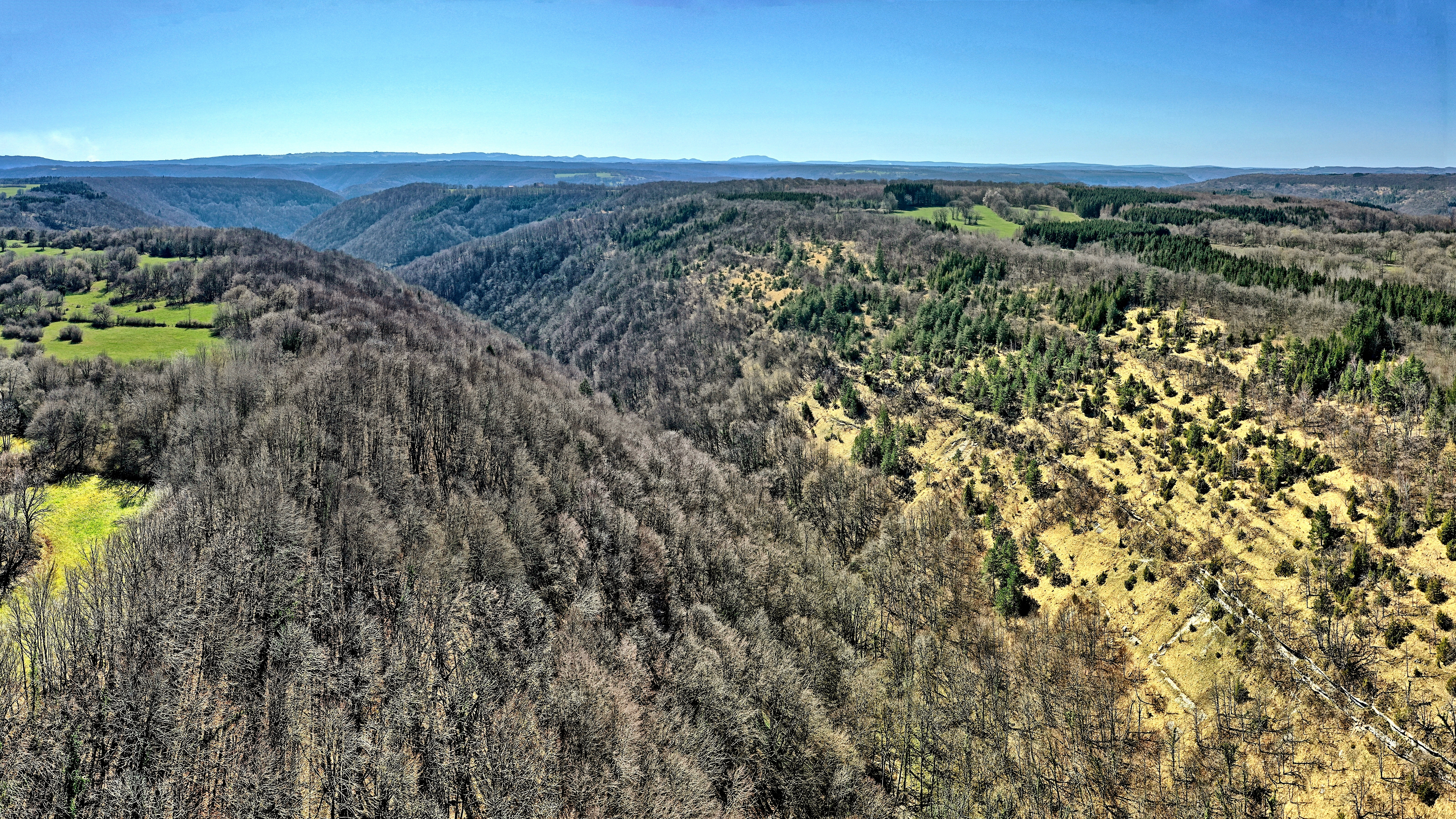
La vallée du ruisseau de Vau.

### Climat
Pour des articles plus généraux, voir Climat de la Bourgogne-Franche-Comté et Climat du Doubs.
En 2010, le climat de la commune est de type climat de montagne, selon une étude du Centre national de la recherche scientifique s'appuyant sur une série de données couvrant la période 1971-2000. En 2020, Météo-France publie une typologie des climats de la France métropolitaine dans laquelle la commune est dans une zone de transition entre le climat semi-continental et le climat de montagne et est dans la région climatique  Jura, caractérisée par une forte pluviométrie en toutes saisons (1 000 à 1 500 mm/an), des hivers rigoureux et un ensoleillement médiocre. 
Pour la période 1971-2000, la température annuelle moyenne est de 8,8 °C, avec une amplitude thermique annuelle de 16,8 °C. Le cumul annuel moyen de précipitations est de 1 394 mm, avec 13,4 jours de précipitations en janvier et 10,6 jours en juillet. Pour la période 1991-2020, la température moyenne annuelle observée sur la station météorologique de Météo-France la plus proche, « Épenoy », sur la commune d'Épenoy à 11 km à vol d'oiseau, est de 9,2 °C et le cumul annuel moyen de précipitations est de 1 363,0 mm. 
La température maximale relevée sur cette station est de 36,4 °C, atteinte le 7 août 2003 ; la température minimale est de −18,8 °C, atteinte le 5 février 2012,,. 
Les paramètres climatiques de la commune ont été estimés pour le milieu du siècle (2041-2070) selon différents scénarios d'émission de gaz à effet de serre à partir des nouvelles projections climatiques de référence DRIAS-2020. Ils sont consultables sur un site dédié publié par Météo-France en novembre 2022.

## Urbanisme

### Typologie
Au 1er janvier 2024, Durnes est catégorisée commune rurale à habitat dispersé, selon la nouvelle grille communale de densité à 7 niveaux définie par l'Insee en 2022.
Elle est située hors unité urbaine. Par ailleurs la commune fait partie de l'aire d'attraction de Valdahon, dont elle est une commune de la couronne,. Cette aire, qui regroupe 22 communes, est catégorisée dans les aires de moins de 50 000 habitants,.

### Occupation des sols
L'occupation des sols de la commune, telle qu'elle ressort de la base de données européenne d’occupation biophysique des sols Corine Land Cover (CLC), est marquée par l'importance des forêts et milieux semi-naturels (55,4 % en 2018), une proportion sensiblement équivalente à celle de 1990 (54,8 %). La répartition détaillée en 2018 est la suivante : forêts (54,1 %), prairies (23,1 %), zones agricoles hétérogènes (18,4 %), zones urbanisées (3,1 %), milieux à végétation arbustive et/ou herbacée (1,2 %). L'évolution de l’occupation des sols de la commune et de ses infrastructures peut être observée sur les différentes représentations cartographiques du territoire : la carte de Cassini (XVIIIe siècle), la carte d'état-major (1820-1866) et les cartes ou photos aériennes de l'IGN pour la période actuelle (1950 à aujourd'hui).

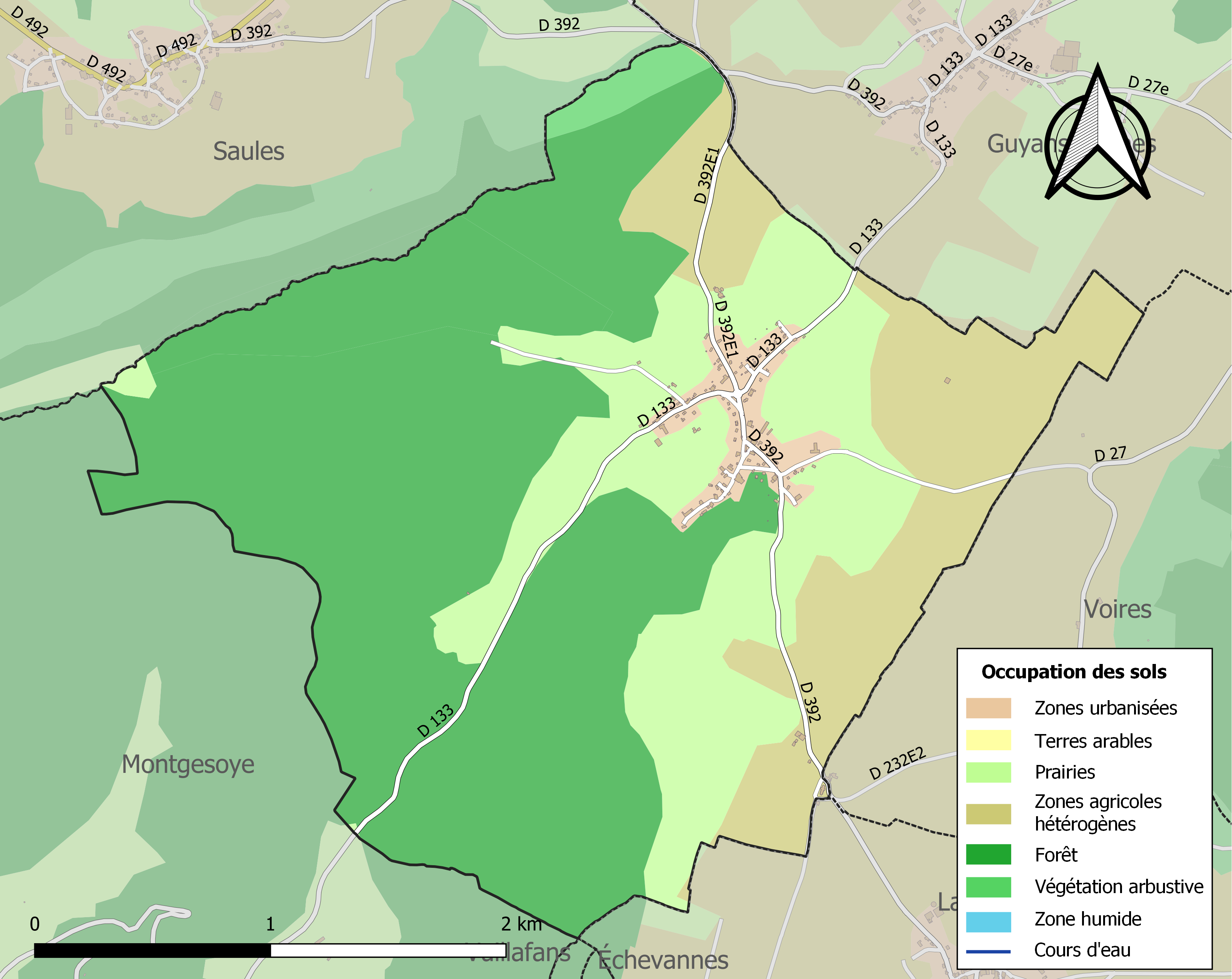
Carte des infrastructures et de l'occupation des sols de la commune en 2018 (CLC).

## Toponymie
Durna en 1196 ; Durnac en 1207 ; Duranay en 1227 ; Durney en 1313 ; Dulnay en 1348.

## Histoire
Au Moyen Âge, le châtelain de Durnes, situé dans le bailliage d'Ornans, était assez influent. Le château médiéval était situé sur un promontoire en bout de plateau, au sommet de la vallée de la Loue, de sorte qu'il n'était facilement accessible que d'un seul côté dont les défenses complémentaires assuraient la sécurité du lieu.

La seigneurie de Durnes possédait notamment Etalans et de nombreux villages du plateau.
Le château fut détruit pendant les guerres de conquête de la Franche-Comté du temps de Louis XIV.
À son emplacement, au lieu-dit « Le château » est construite aujourd'hui une maison bourgeoise datant du XVIIIe siècle.
Du château médiéval subsistent les soubassements situés du côté de la vallée, ce qui permet de se faire une idée sur l'importance du monument initial.
Plus bas, au lieu-dit « La Poutane », présence d'une mare et du lieu dont la tradition orale dit que c'est l'emplacement des « pendus ».

## Politique et administration

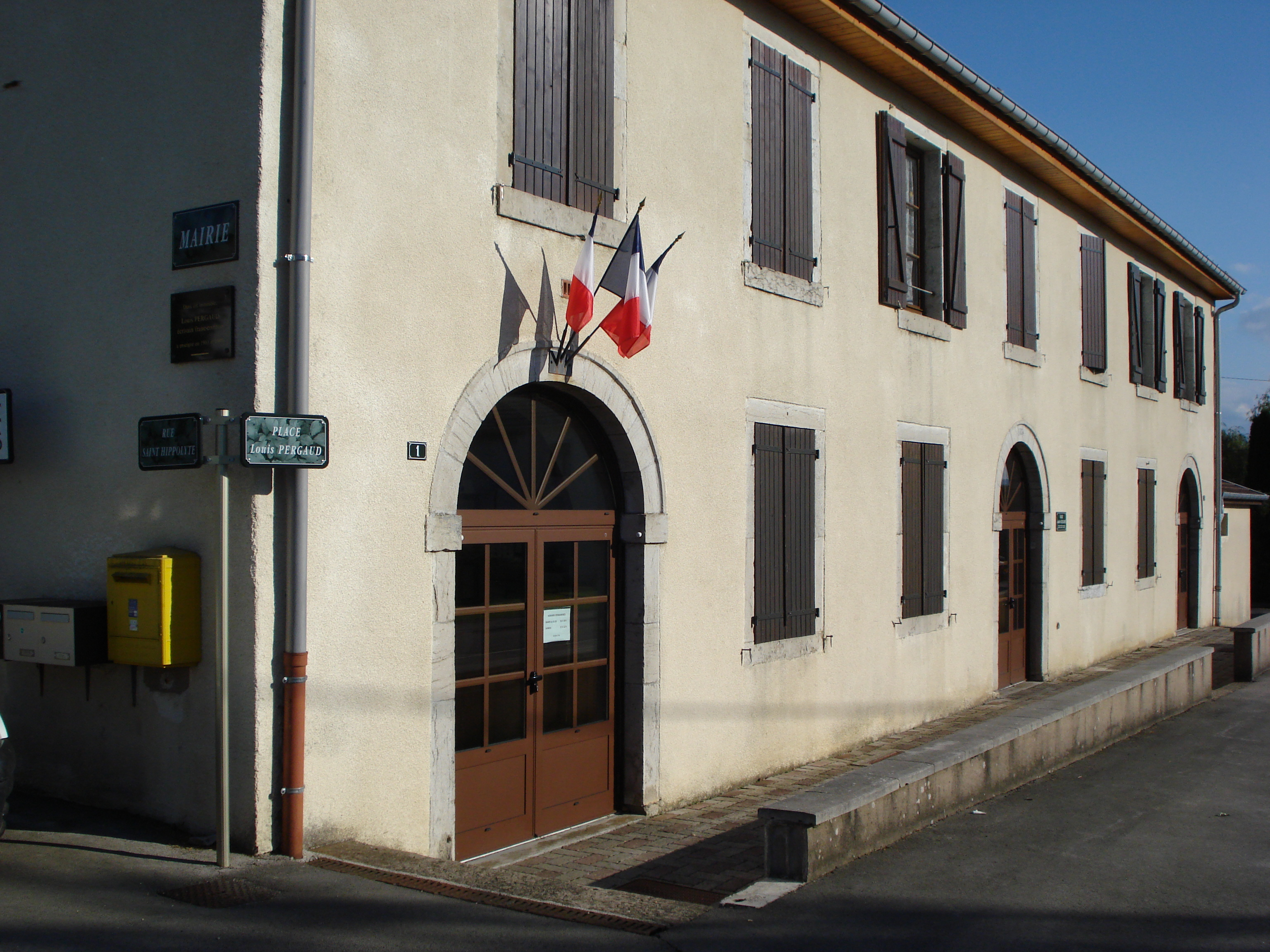
Mairie de Durnes.

| Période                                  | Période  | Identité           | Étiquette | Qualité     |
| ---------------------------------------- | -------- | ------------------ | --------- | ----------- |
| mars 2001                                | 2008     | Pierre Guillame    |           |             |
| mars 2008                                | 2014     | Gilbert Husy       |           |             |
| mars 2014                                | mai 2020 | Christine Guillame | SE        | Employée    |
| mai 2020                                 | En cours | Gérard Péseux      |           | Agriculteur |
| Les données manquantes sont à compléter. |          |                    |           |             |

## Démographie
L'évolution du nombre d'habitants est connue à travers les recensements de la population effectués dans la commune depuis 1793. Pour les communes de moins de 10 000 habitants, une enquête de recensement portant sur toute la population est réalisée tous les cinq ans, les populations de référence des années intermédiaires étant quant à elles estimées par interpolation ou extrapolation. Pour la commune, le premier recensement exhaustif entrant dans le cadre du nouveau dispositif a été réalisé en 2006.

En 2022, la commune comptait 198 habitants, en évolution de +11,86 % par rapport à 2016 (Doubs : +1,88 %, France hors Mayotte : +2,11 %).
| 1793 | 1800 | 1806 | 1821 | 1831 | 1836 | 1841 | 1846 | 1851 |
| ---- | ---- | ---- | ---- | ---- | ---- | ---- | ---- | ---- |
| 209  | 208  | 221  | 237  | 225  | 246  | 234  | 232  | 256  |

| 1856 | 1861 | 1866 | 1872 | 1876 | 1881 | 1886 | 1891 | 1896 |
| ---- | ---- | ---- | ---- | ---- | ---- | ---- | ---- | ---- |
| 237  | 231  | 248  | 249  | 246  | 243  | 245  | 248  | 224  |

| 1901 | 1906 | 1911 | 1921 | 1926 | 1931 | 1936 | 1946 | 1954 |
| ---- | ---- | ---- | ---- | ---- | ---- | ---- | ---- | ---- |
| 201  | 203  | 195  | 180  | 168  | 136  | 154  | 138  | 130  |

| 1962 | 1968 | 1975 | 1982 | 1990 | 1999 | 2006 | 2011 | 2016 |
| ---- | ---- | ---- | ---- | ---- | ---- | ---- | ---- | ---- |
| 123  | 98   | 90   | 104  | 127  | 154  | 154  | 156  | 177  |

| 2021 | 2022 | - | - | - | - | - | - | - |
| ---- | ---- | - | - | - | - | - | - | - |
| 191  | 198  | - | - | - | - | - | - | - |

## Culture locale et patrimoine

### Lieux et monuments
- Plusieurs constructions recensées dans la base Mérimée :
  - Château de Durnes[22] situé au sud-ouest du village, sur un promontoire qui domine la vallée du ruisseau de Vau.
  - Église Saint-Hippolyte[23], au lieu-dit La Barèche.
  - Monument dit « de la Vierge »[24], qui date de la fin du XIXe siècle.
  - Vieille ferme du XVIIIe siècle[25].

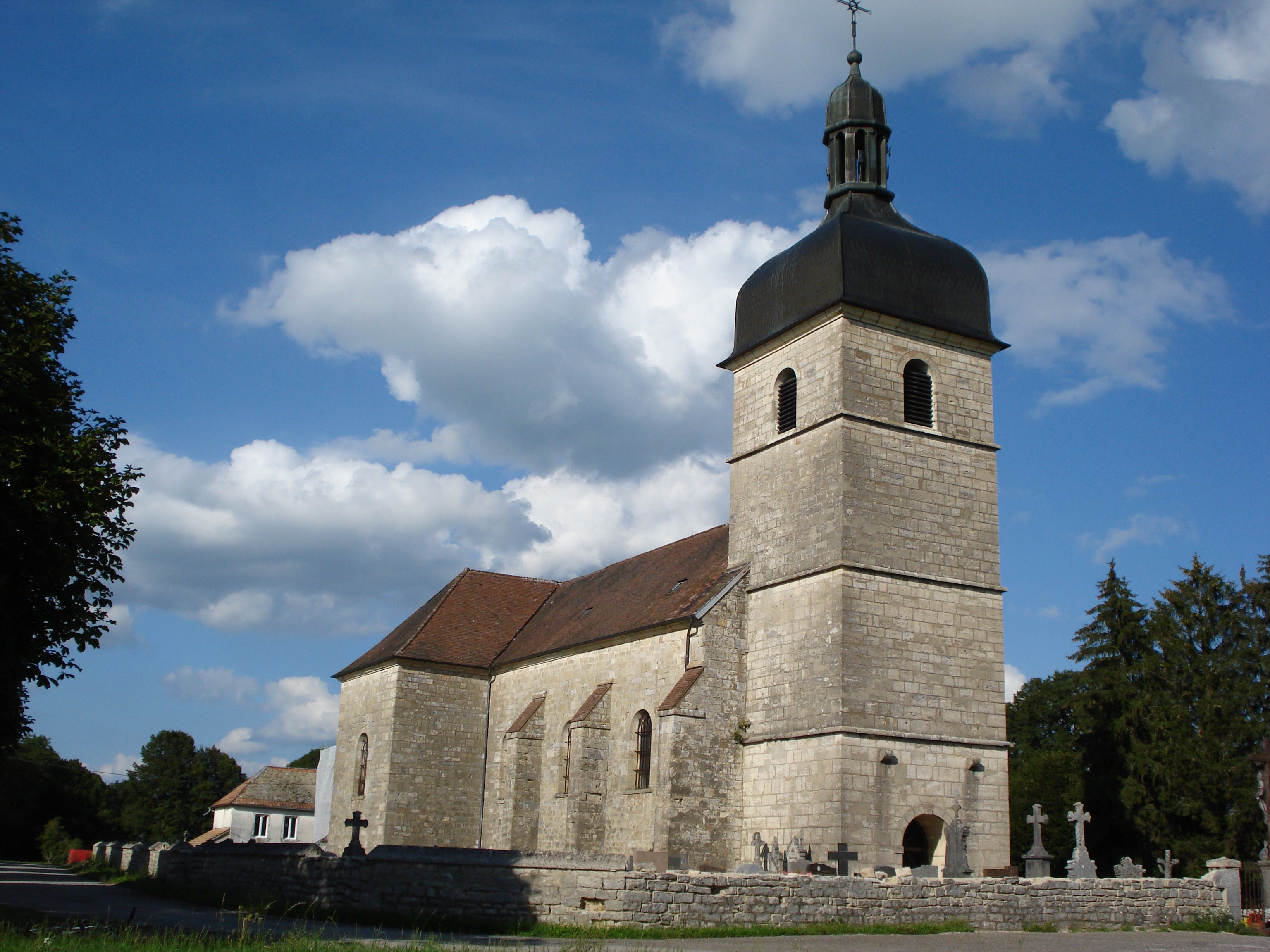
Église Saint-Hippolyte de La Barèche.
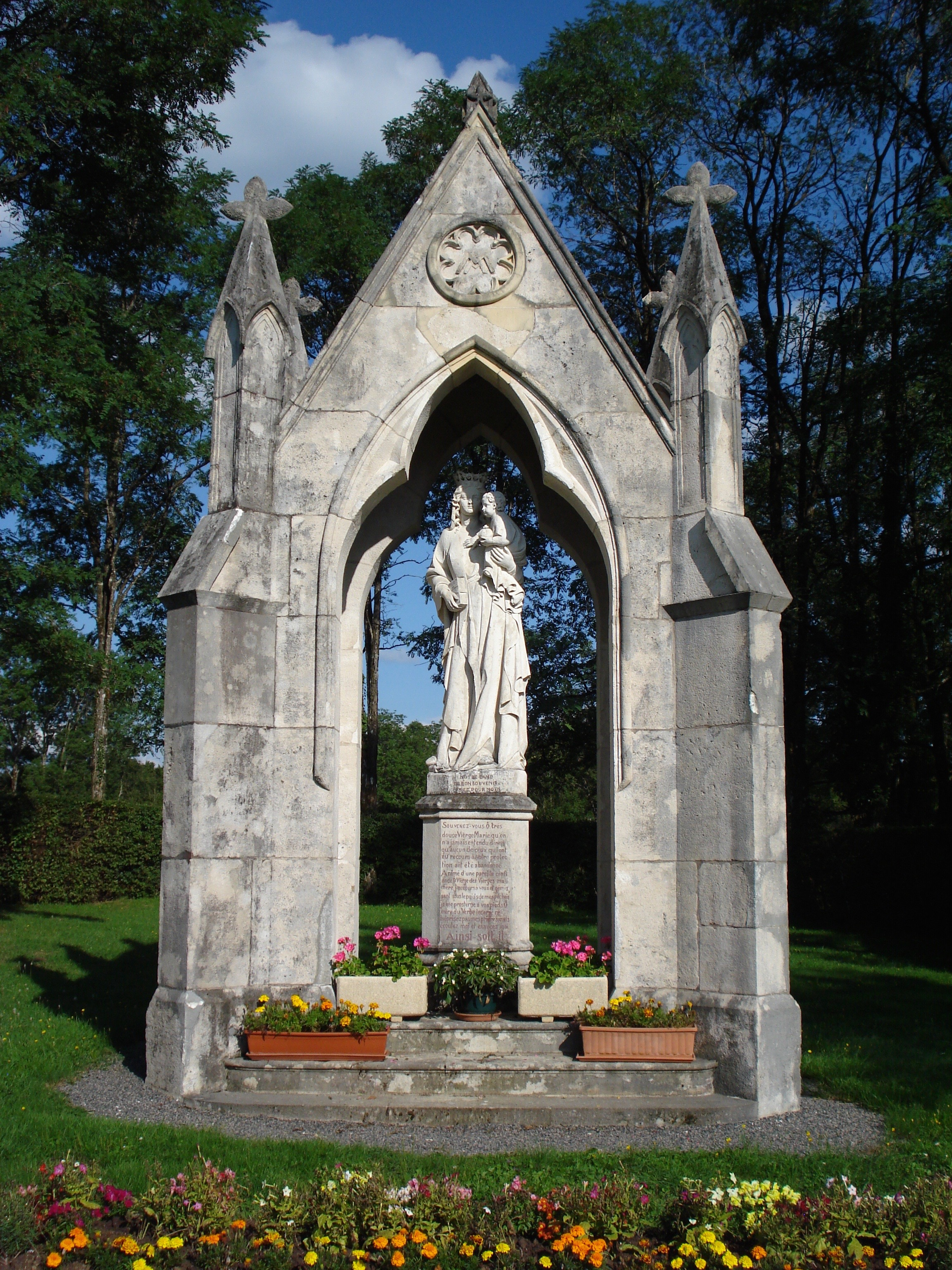
Monument de la Vierge.
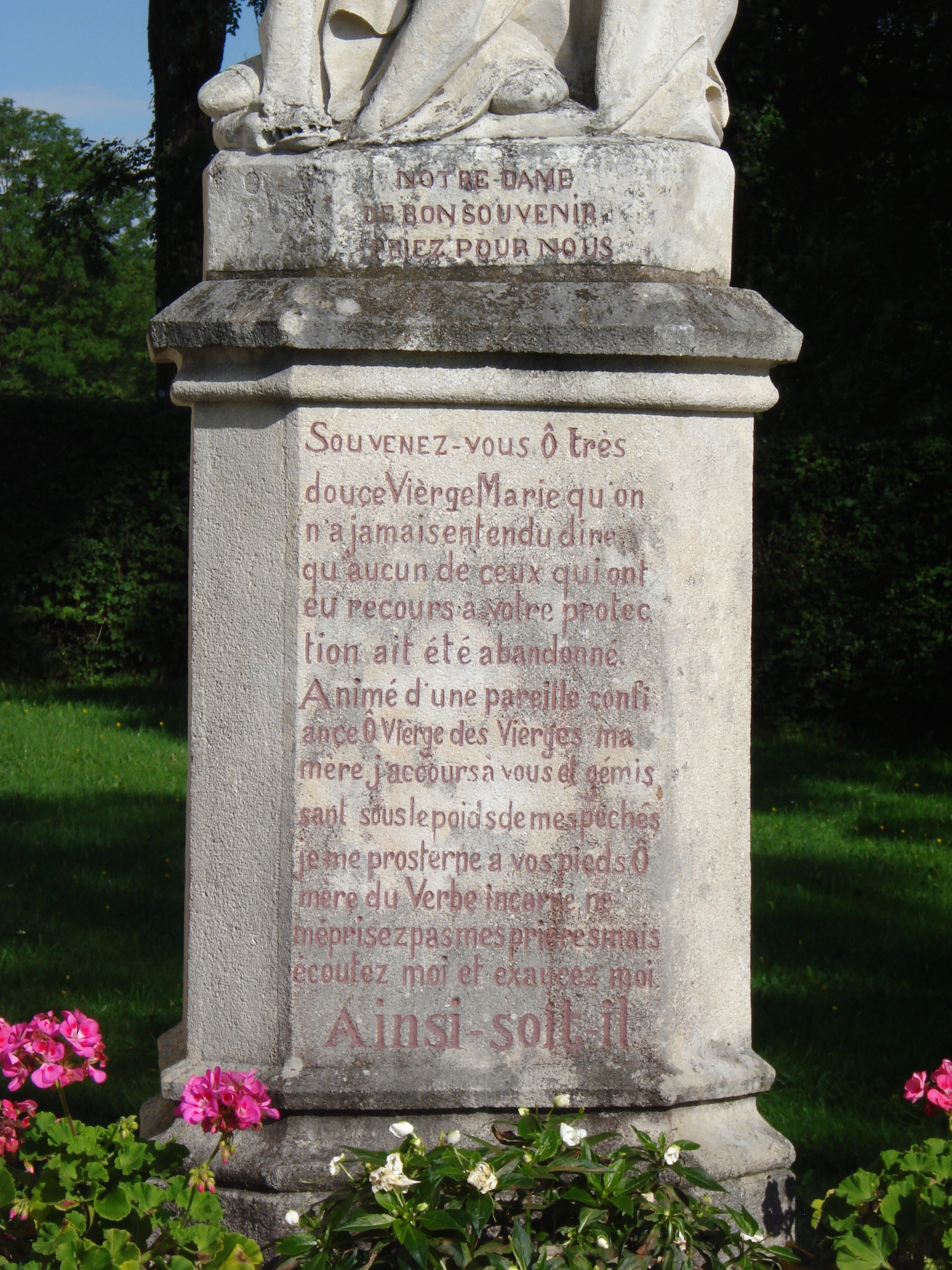
Monument de la Vierge : détail du texte situé sur le socle.
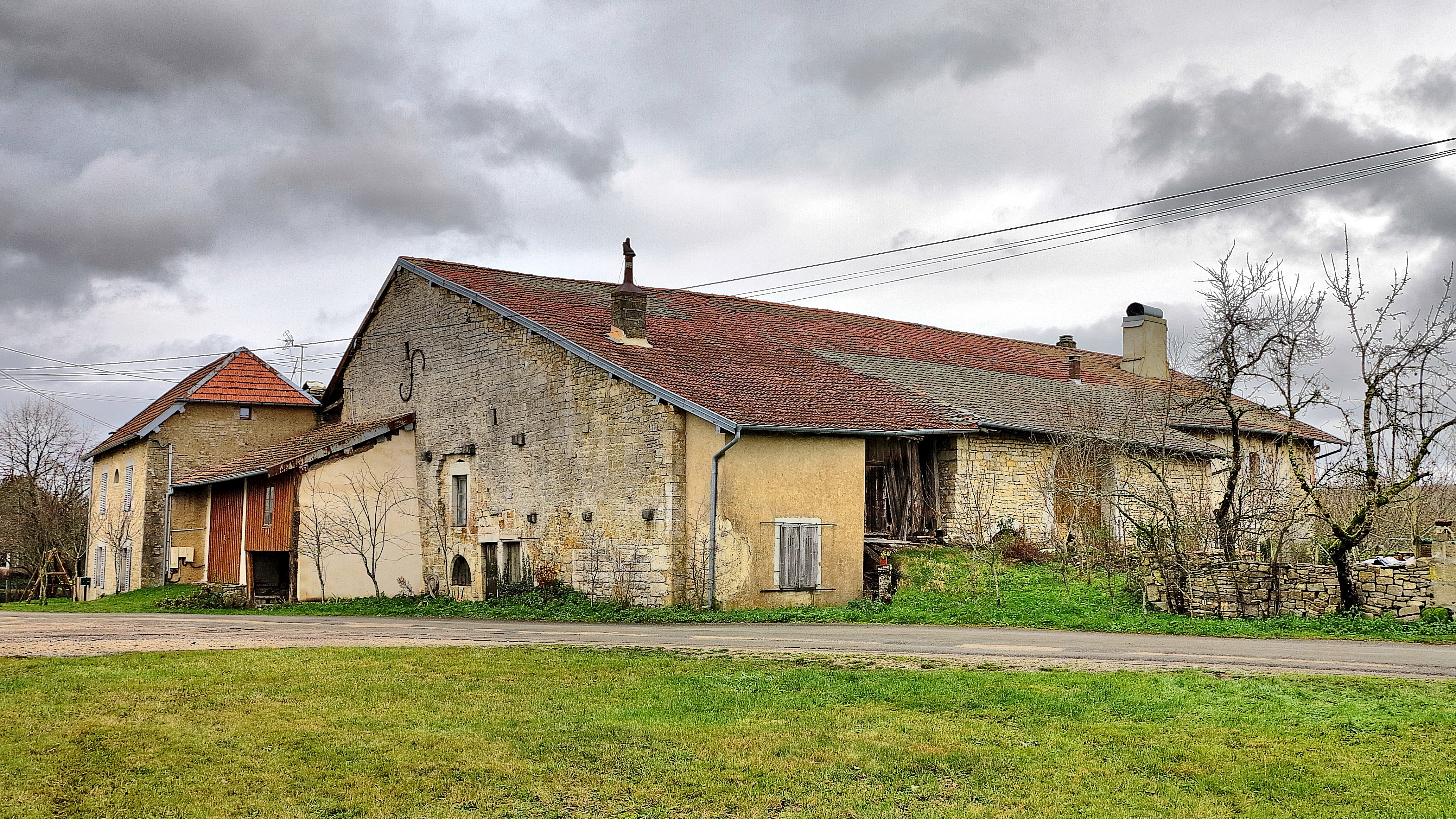
Vieille ferme.

- Monument aux morts, au lieu-dit La Barèche.

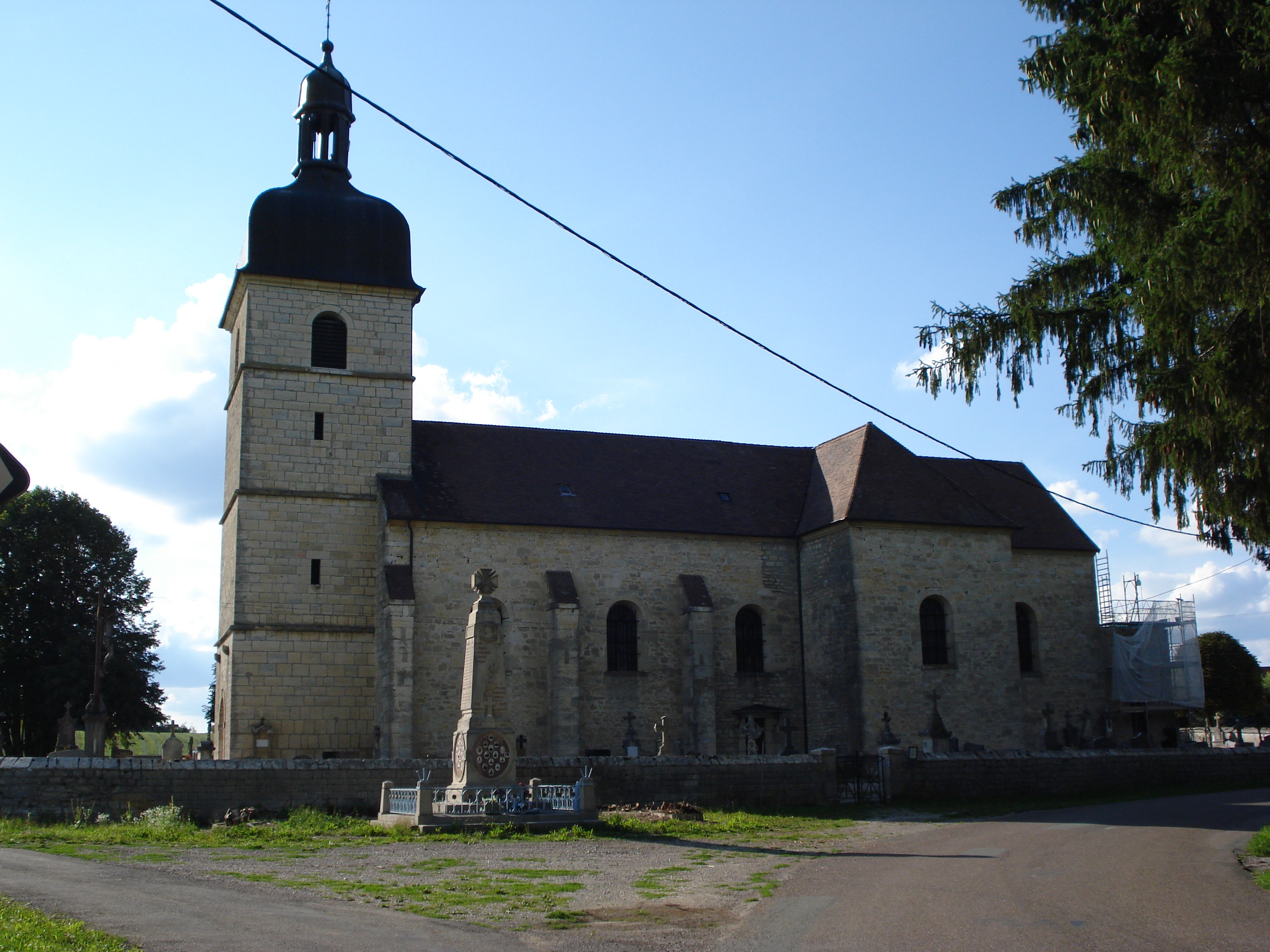
Monument aux morts de La Barèche et église Saint-Hippolyte.
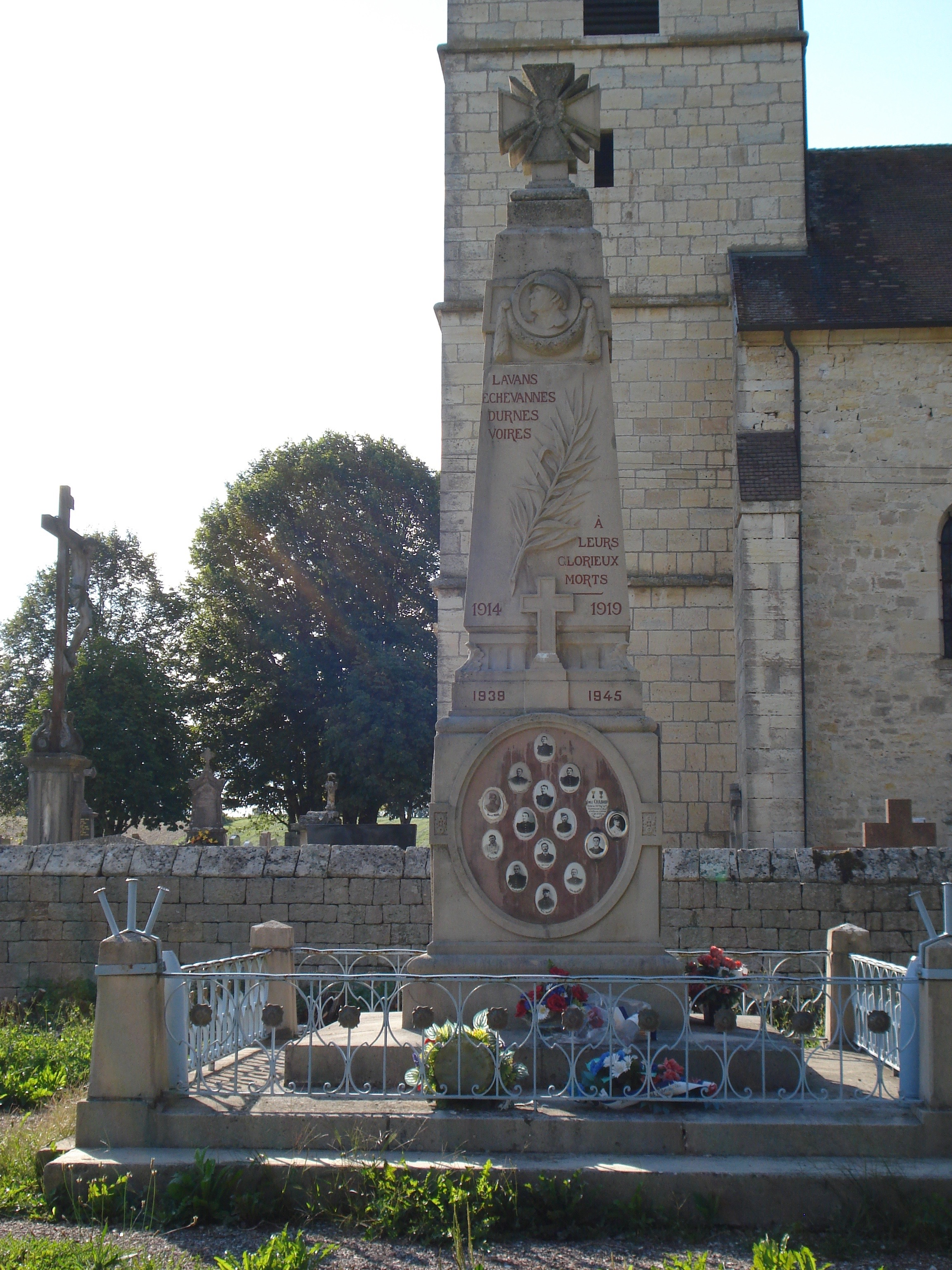
Monument aux morts de La Barèche. Église Saint-Hippolyte en arrière-plan.
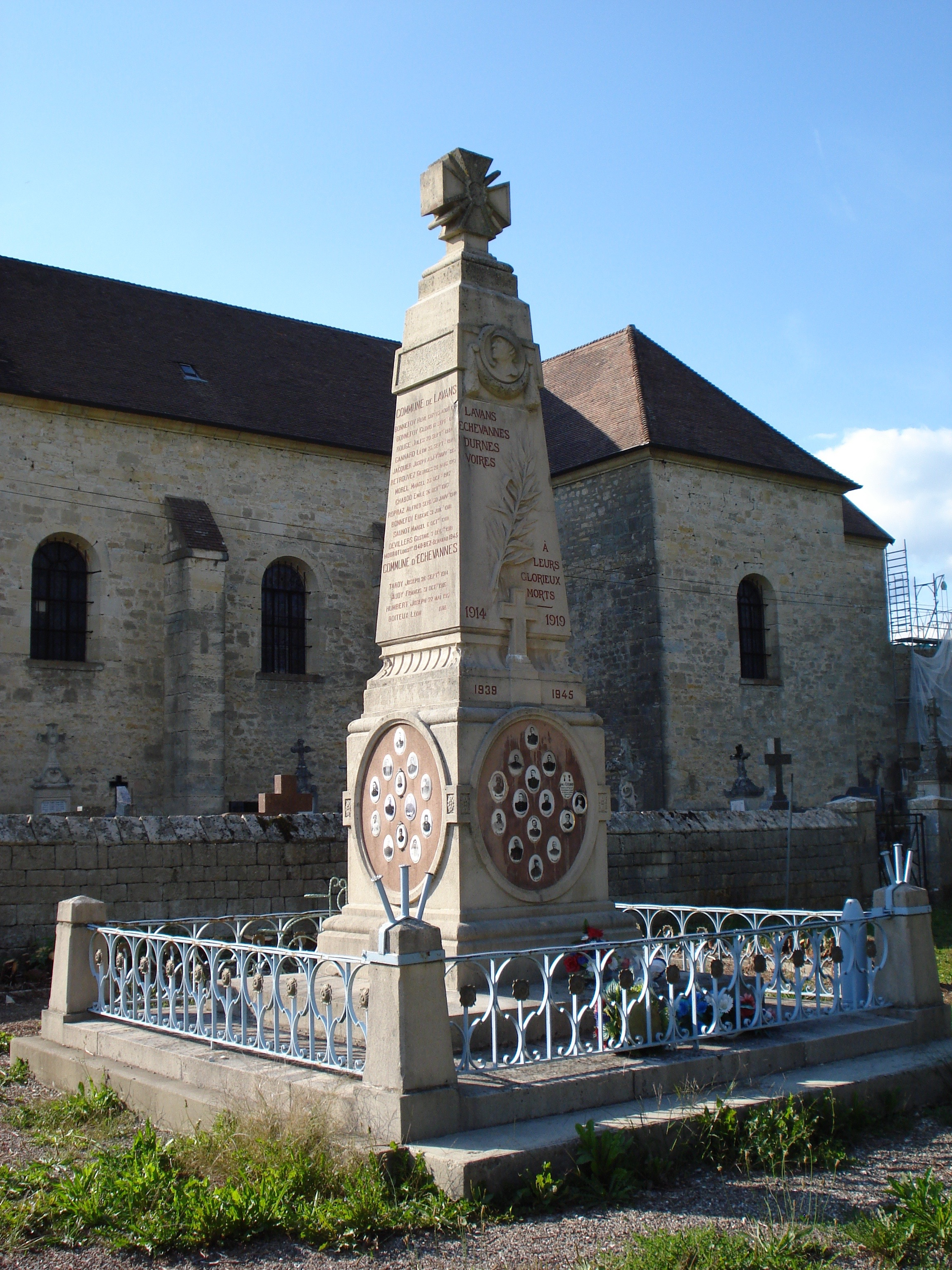
Monument aux morts de La Barèche. Église Saint-Hippolyte en arrière-plan.

- Les cascades de Rochejus et de la Vau sur le ruisseau de la Vau affluent rive droite de la Loue.

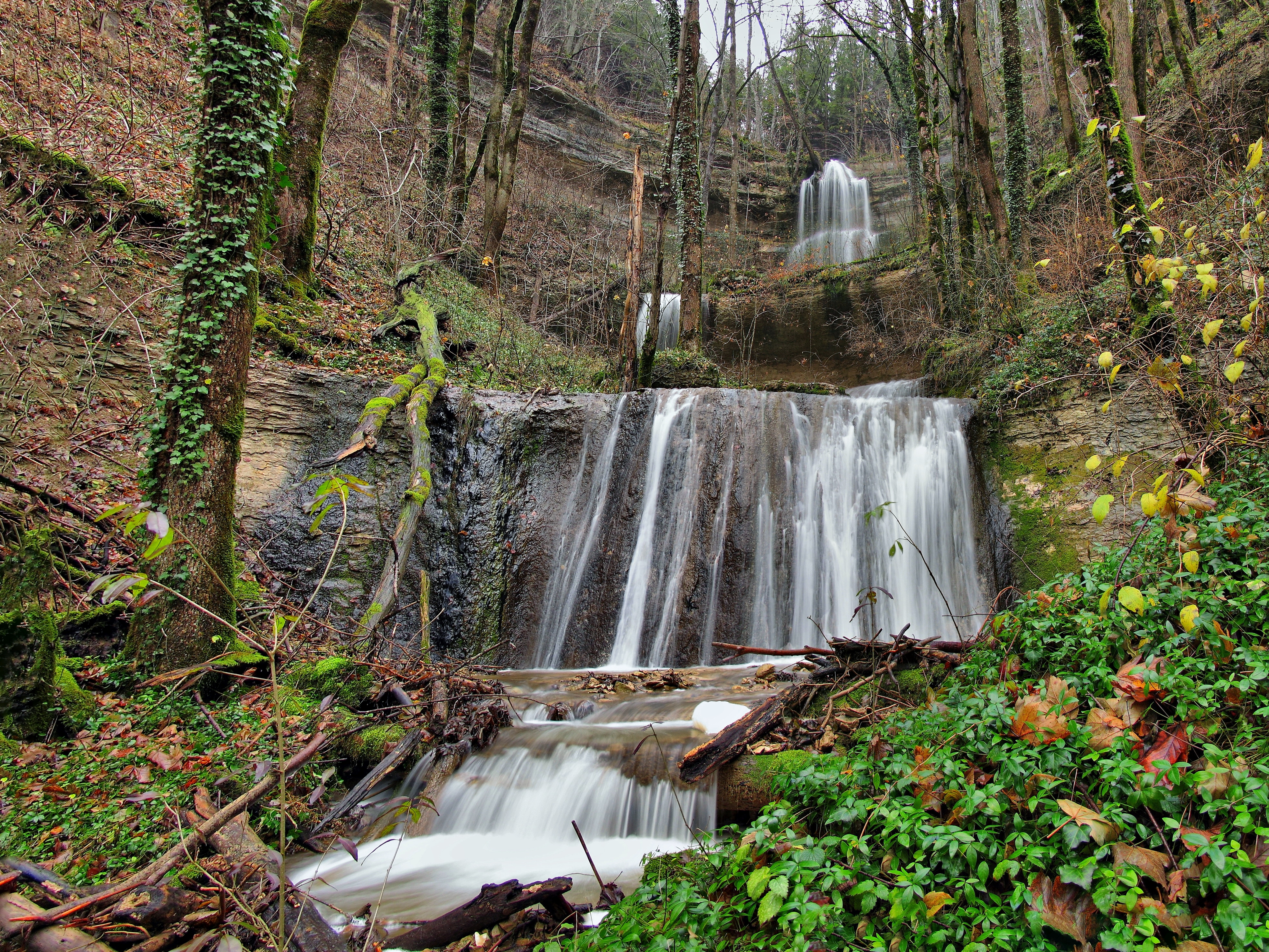
Les cascades de Rochejus.
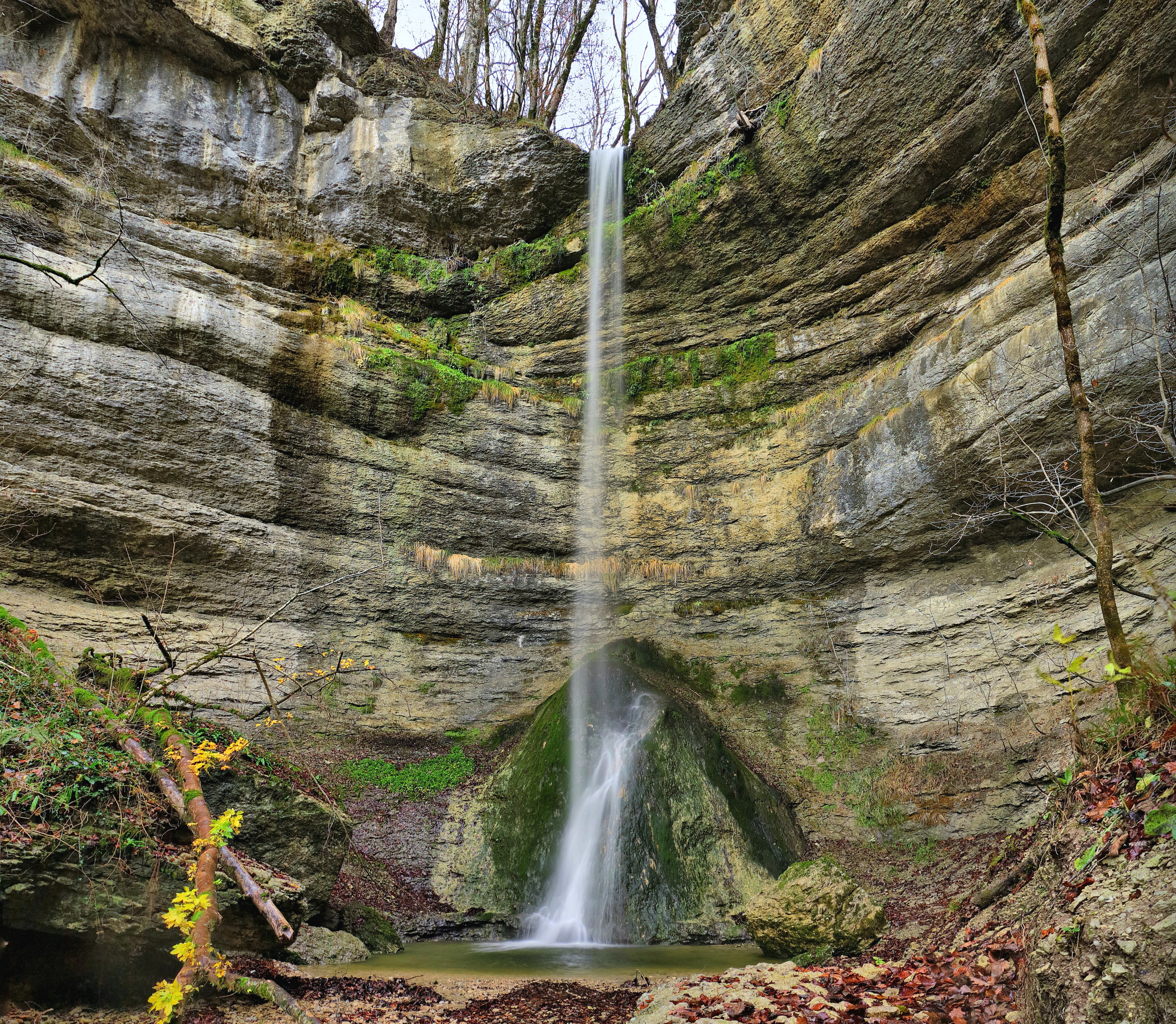
La cascade de Vau.

### Personnalités liées à la commune

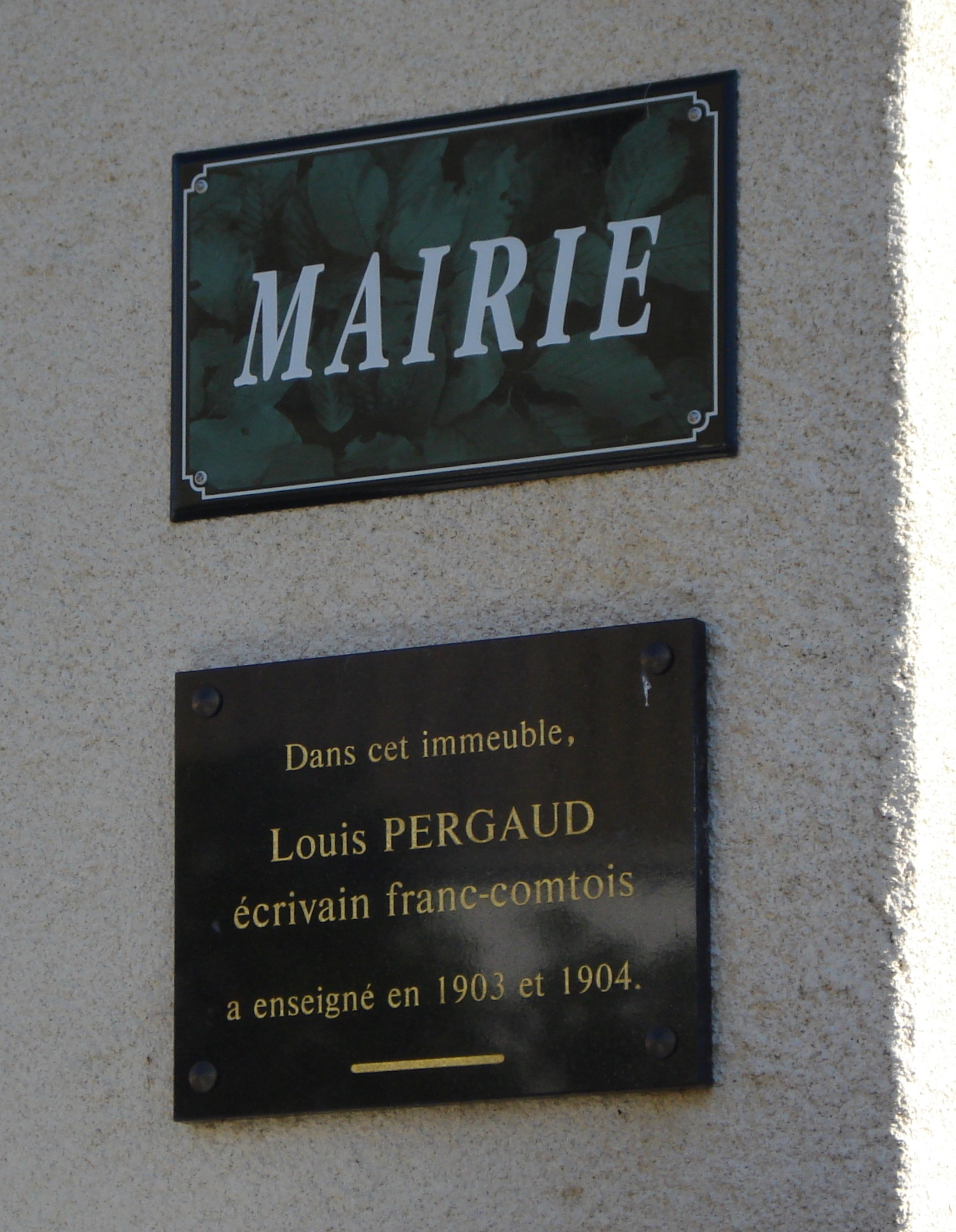
Plaque commémorative faisant mention du passage de Louis Pergaud en tant qu'enseignant dans la commune.

- Landri de Durnes fut évêque de Lausanne entre 1160 et 1179.
- Louis Pergaud fut instituteur à Durnes en 1903 et 1904. Il y occupa son premier poste.

### Héraldique
La famille de Durnes portait pour armes : « D'or a trois croisettes de gueules fleuronnées, posées en chef, rangées en fasce ».